# Prix Rapsat-Lelièvre
Le prix Rapsat-Lelièvre est remis chaque année en alternance, à un artiste québécois à l'occasion des Francofolies de Spa en Belgique, et à un artiste de la communauté francophone de Belgique à l'occasion de Coup de cœur francophone à Montréal. Il a porté le nom de prix Québec Wallonie-Bruxelles du disque de chanson de 1983 à 2002. Il a été renommé en 2003 
pour rendre hommage à Pierre Rapsat et Sylvain Lelièvre tous deux décédés en  2002. 

## Lauréats[2]
- 1984 - Pierre Rapsat
- 1985 - Daniel Lavoie
- 1986 - Maurane
- 1989 - Michel Rivard
- 1990 - Maljean-Wilems
- 1991 - Richard Desjardins
- 1992 - Khadja Nin
- 1994 - Vincent Trouble
- 1995 - Terez Montcalm
- 1996 - Jean-Louis Daulne
- 1997 - Mario Chenart
- 1998 - William Dunker
- 1999 - Mario Peluso
- 2000 - Daniel Hélin
- 2001 - Stefie Shock
- 2002 - Melon Galia
- 2003 - Yann Perreau
- 2004 - Karin Clercq
- 2005 - Dumas
- 2006 - Jeronimo
- 2007 - Pierre Lapointe
- 2008 - Baloji
- 2009 - Ariane Moffatt
- 2010 - BaliMurphy
- 2011 - Jérôme Minière
- 2012 - Suarez
- 2013 - Lisa Leblanc
- 2014 - Saule
- 2015 - Salomé Leclerc
- 2016 - Dalton Télégramme
- 2017 - Klô Pelgag
- 2018 - Témé Tan
- 2019 - Les Louanges